# Spadochron główny desantowy
Spadochron główny desantowy (S.g.d.) – główna część kompletu spadochronowego, używanego przez wojska powietrznodesantowe.

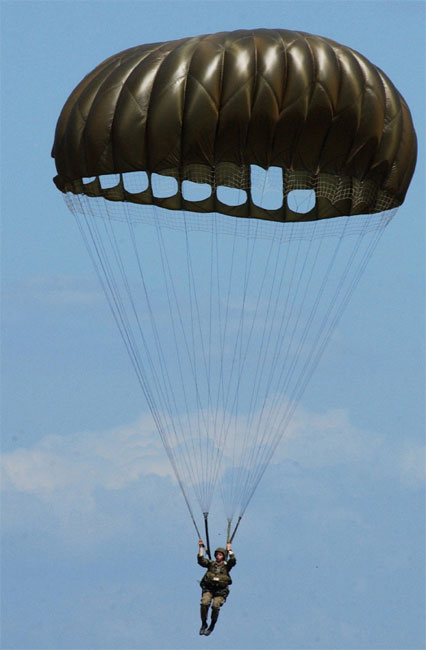
Spadochron główny desantowy

## Spadochron główny desantowy
Na nim odbywa skoczek spadochronowy lot ze środka transportu powietrznego na ziemię. Spadochron główny desantowy jest spadochronem niesterownym (nie można nim kierować), kierunek lotu na tym spadochronie tylko w niewielkim stopniu zależny jest od woli skoczka, a lot postępowy zależy od kierunku i siły wiatru. S.g.d. używany jest masowo przez wojska powietrznodesantowe.

### Sposób otwarcia spadochronu głównego desantowego
- samoczynnie
- ręcznie przez skoczka.

### Kształty czasz spadochronu głównego desantowego
- płaski
- wielokątny – powszechnie zwany okrągłym.

### Parametry spadochronu głównego desantowego
- Powierzchnia czaszy waha się w granicach 60-82 m² (zależy od typu spadochronu, przewiewności materiału z którego jest wykonana czasza oraz zakładanej prędkości opadania)
- Prędkość opadania skoczka wynosi 4,5-5,5 m/s
- Nośność brutto około 120 kg
- masa spadochronu około 17 kg.

W wyniku zastosowania urządzeń opóźniających otwieranie czaszy spadochronu można na nim wykonywać skoki przy prędkości do 400 km/h.

### Budowa spadochronu głównego desantowego
- czasza wraz z linkami nośnymi
- uprząż
- pokrowiec
- osłona czaszy
- spadochron stabilizujący (używany tylko do skoków przy prędkości samolotu powyżej 270-280 km/h)
- osłona spadochronu stabilizującego
- spadochron wyciągający (najczęściej kulisty)
- węże osłaniające linki
- linki wyzwalające
- uchwyt wyzwalający główny
- uchwyt wyzwalający awaryjny z dwiema linkami
- zamek dwustożkowy
- worek transportowy
- poduszka plecowa.
- Do każdego s.g.d. dołączona była metryka spadochronu.

Źródło:

## Spadochrony główne desantowe produkowane w Polsce
W Zakładach Sprzętu Technicznego i Turystycznego AVIOTEX w Legionowie (przedsiębiorstwo państwowe) były wyprodukowane lub zmodernizowane spadochrony desantowe:
- PD-6, PD-47, D-1, SD-1M w wersjach (SD-1M s. 2, SD-1m s. 3, SD-1M s. 4, SD-1M s. 5), SD-83, D-5 s. 2P, SW-12D.

W firmie AIR-POL Sp. z o. o. w Legionowie produkowane spadochrony desantowe:

### AD-95
AD-95 (występujący w zestawie spadochronowym DEDAL) – przeznaczony jest do wykonywania skoków treningowych i bojowych przez skoczków uzbrojonych w broń długą i z dodatkowym wyposażeniem. Charakterystyki lotne pozwalają na wykonywanie skoków pojedynczo lub grupowo. Sposób zakładania na skoczka umożliwia podczepienie standardowych zasobników z wyposażeniem, a boczny pokrowiec pozwala na zabezpieczenie broni długiej w czasie skoku. W zależności od potrzeb spadochron AD-95 umożliwia wykonywanie skoków z natychmiastowym otwarciem - „na linę” lub ze stabilizacją. Przy skoku ze stabilizatorem można otworzyć spadochron w dowolnym momencie poprzez wyrwanie uchwytu wyzwalającego. AD-95 jest kompletny ze spadochronem zapasowym AZ-95. Jest na wyposażeniu Wojska Polskiego i użytkowany przez jednostki aeromobilne.

### AD-2000
AD-2000 (zaliczany jest do spadochronów szybujących) – przeznaczony jest dla oddziałów specjalnego przeznaczenia, których zadania wymagają wykonywania skrytych przelotów na znaczne odległości. Spadochron z dwoma czaszami tunelowymi w układzie plecy-plecy, które umożliwiają wykonywanie przelotów na odległość do 30 km (hybrydowa budowa czaszy głównej), a duża sterowność umożliwia swobodny wybór miejsca do lądowania z dużym obciążeniem, również w rejonach górskich na wysokości powyżej 3500 m n.p.m. Posiada dwustopniowy system otwarcia ze stabilizatorem (prędkość desantowania do 400 km/h). System otwarcia na linę (prędkość desantowania do 250 km/h). Pułap desantowania z aparaturą tlenową – 8000 m z dolotem do celu oddalonego o 30 kilometrów. Udźwig do 140 kilogramów. Jest na wyposażeniu Sił Zbrojnych Rzeczypospolitej Polskiej i użytkowany przez wojska rozpoznawcze oraz wojska aeromobilne.